# 灌西柳
灌西柳（学名：Salix macroblasta）为杨柳科柳属的植物，是中国的特有植物。分布于中国大陆的甘肃、四川等地，生长于海拔1,600米至2,000米的地区，见于山坡、山脊或灌丛中，目前尚未由人工引种栽培。